# Latvijas Pasts
VAS Latvijas Pasts («Почта Латвии») — национальный оператор почтовой связи Латвии, функционирующий с 1992 года. Учрежденная 2 января 1992 года после обретения независимости Латвии, она приняла на себя обязанности по пересылке почтовых отправлений от своих предшественников, которые начали доставлять почту в 1632 году. В результате принятых политических мер по либерализации в 2004 году была преобразована в открытую акционерную компанию.
Latvijas pasts обеспечивает самую широкую доступность почтовых услуг по всей Латвии, содержа 620 почтовых отделений.
Основной функцией компании является предоставление почтовых и филателистических услуг, услуг экспресс-почты, а также финансовых и розничных услуг, продажа прессы.
Latvijas Pasts владеет двумя дочерними компаниями: SIA Mailmaster и AS IT Latvia (ранее AS Latvijas pasta pakalpojumu tīkls). Latvijas Pasts — государственная компания, в которой работает около 4200 сотрудников.

## История
Государственное предприятие Latvijas Pasts было основано 2 января 1992 года. Два года спустя президент Гунтис Улманис выпустил «Закон о почте» (Pasta likums), в связи с которым Latvijas Pasts была переименована в государственное учреждение. Позднее, 11 марта 1997 года, президент объявил о внесении поправок в закон, благодаря которым государственное учреждение Latvijas Pasts было переименовано в некоммерческую организацию Государственное акционерное общество Latvijas Pasts.
30 апреля 2004 года Комиссия по коммунальным услугам выдала Latvijas Pasts универсальную лицензию на почтовые услуги. Latvijas pasts является первым почтовым поставщиком услуг в Латвии, который получил лицензию, соответствующую требованиям Европейского Союза. 1 мая 2004 года, в связи с вступлением Латвии в ЕС, вступили в силу поправки к закону о почте, которые предусматривали постепенное сокращение монополии. 15 июля 2004 года, отмечалось празднование завершения постройки фундамента будущего комплекса для сортировки почты. В фундамент замуровали капсулу с посланием для будущих поколений. 1 ноября 2004 года некоммерческая организация Государственное акционерное общество Latvijas Pasts была перерегистрирована в Коммерческом регистре, став государственным акционерным обществом Latvijas Pasts. 28 сентября 2006 года в Марупской волости возле рижского аэропорта открылся почтовый сортировочный комплекс.
В октябре 2015 года USPS, почтовый оператор Соединенных Штатов Америки прекратил обмен данными об отслеживании отправлений с рядом почтовых операторов, включая Latvijas Pasts, взимая плату за предоставление данных о доставке.
В конце 2015 года Latvijas Pasts подписывает соглашение со Всемирным почтовым союзом о присоединении к дополнительной системе отслеживания, которая с 1 января 2016 года за дополнительную плату предоставляет клиентам информацию об отслеживании почтовых отправлений.
По сравнению с предыдущими годом, в 2017 году оборот компании вырос на 20 %, но прибыль сократилась в 2,6 раза. Снижается численность персонала: в 2010 году в компании было 6149 сотрудников, к концу 2016 года — всего 4200.